# Aleksandar Tirnanić
Aleksandar "Tirke" Tirnanić (serbiska: Александар Тирке Тирнанић), född den 15 juli 1911 i Krnjevo, Kungariket Serbien, död den 13 december 1992 var en serbisk fotbollsspelare och tränare. Han både spelade i och senare tränade det jugoslaviska landslaget. Han deltog i tre VM-turneringar, 1930 som spelare och 1954 och 1958 som tränare.

## Klubbkarriär
Tirnanić upptäcktes som trettonåring av SK Jugoslavija i hemstaden Belgrad, men han gick året därpå över till rivalen BSK Beograd som han sedan blev trogen karriären ut. Han debuterade för klubben 1927 och han blev snart en av deras viktigaste spelare. Han blev under sina tretton år i klubben jugoslavisk mästare hela fem gånger och han med att spela hela 500 matcher. Han blev även den förste tillsammans med lagkamraten Blagoje Marjanović att tjäna pengar på sitt fotbollsspelande i Jugoslavien.

## Landslagskarriär
Tirnanić debuterade för det jugoslaviska landslaget 1929 och han blev året därpå uttagen till den jugoslaviska VM-truppen till VM 1930 i Uruguay. Där gjorde han det första målet någonsin för Jugoslavien i VM när han satte 1-0 mot Brasilien, en match som Jugoslavien till slut vann med 2-1. Han blev då med sina 18 år den yngste målskytten i VM, ett rekord han fick behålla i fem dagar innan Mexikos Manuel Rosas tog över det rekordet. Tirnanić är idag den sjätte yngste målskytten någonsin i VM. Jugoslavien gick vidare från gruppspelet och fick spela semifinal, den förlorade de dock mot hemmanationen Uruguay med hela 6-1.

## Tränarkarriär
Några år efter sin spelarkarriär tog Tirnanić över jobbet som tränare för det jugoslaviska landslaget. Det jobbet hade han sedan till och från fram till 1966. Han ledde Jugoslavien till två VM, 1954 i Schweiz och 1958 i Sverige, där Jugoslavien nådde kvartsfinal och förlorade två gånger i rad mot Västtyskland med 0–2 följt av 0–1.
Därefter förde Tirnanić landslaget till finalen i det allra första europamästerskapet. De förlorade dock finalen mot Sovjetunionen med 2-1 efter förlängning. Samma år deltog Jugoslavien i de olympiska spelen i Rom, Italien. Där vann de sin grupp före Bulgarien, Förenade arabemiraten och Turkiet och sedan fick möta värdnationen Italien i semifinalen. Den matchen slutade 1-1 och fick avgöras genom lottning, vilket resulterade i att Jugoslavien gick vidare till finalen. I finalen fick de möta Danmark, vilka de slog med 3-1 och blev olympiska guldmedaljörer.